# Acid for the Children
Acid for the Children é um livro de memórias escrito por Flea, baixista Red Hot Chili Peppers. Foi lançado em 5 de novembro de 2019 pela editora Grand Central Publishing, sendo acompanhado por versões em audiobook e e-book.

## Contexto
Flea começou a escrever seu livro de memórias em abril de 2014. No início, esperava-se que o livro narrasse a infância não convencional de Flea (incluindo sua mudança de uma vida "normal" nos subúrbios de Nova Iorque para um estilo de vida "boêmio" em Los Angeles com seu padrasto tocando jazz), suas aventuras nas ruas de Los Angeles, sua "amizade e colaboração às vezes complexa" com o co-fundador do Chili Peppers, Anthony Kiedis, e a "jornada criativa tumultuada" geral da banda, fundada em 1983.
Flea confirmou, em 2018, que a obra não detalharia seus anos com o Chili Peppers e, em vez disso, se concentraria em sua vida antes da banda. “É uma grande esperança minha de que este possa ser um livro que possa viver além de ser um livro de celebridade ou um livro de estrela do rock e apenas se sustentar como uma peça de literatura”, disse Flea sobre Acid for the Children, que ele descreveu como um história de origem: “Termina onde começa o Red Hot Chili Peppers”.